# Canal de Vridi
Le canal de Vridi, fut creusé en 1950, à Abidjan en Côte d'Ivoire. Il permet de relier le Port autonome d'Abidjan à l'océan Atlantique.
Il tire son nom du village de Vridi.
Dès 1889, Binger identifia le potentiel du site d'Abidjan, caractérisé par un canyon sous-marin et une lagune profonde. Les premiers projets consistaient à creuser un canal reliant la lagune à l'océan, mais ils furent confrontés à des problèmes d'ensablement dus à la dynamique sédimentaire complexe de la région.
Après l'échec des premières tentatives, les autorités coloniales décidèrent de mener des études plus approfondies et de comparer les coûts des différentes solutions. Les coûts élevés et la complexité technique du projet de canal navigable les incitèrent à privilégier temporairement une solution fluviale, en utilisant l'embouchure de la Comoé.

## Origine
Au long de sa moitié occidentale, le littoral ivoirien n'offre aucun site naturel favorable à la création d'un port maritime en eaux profondes. La force de la barre comme partout ailleurs le long du golfe de Guinée rend l'accès aux côtes difficile et dangereux. D'où la construction de wharfs en pleine eau qui n'offraient qu'un insatisfaisant transbordements indispensables, volumes manipulés limités, sécurité relative des installations (le premier wharf de Grand-Bassam fut d'ailleurs détruit par un raz de marée le 19 août 1923).
En revanche, le milieu lagunaire présentait des sites ayant toutes les caractéristiques favorables: eaux calmes et abritées, profondeurs propices et possibilité d'opérer des liaisons directes entre trafics maritimes et ferroviaires. Ce dernier point était déterminant pour la volonté coloniale, grâce au chemin de fer, d'évacuer vite et à peu de frais des quantités considérables de marchandises et de matières premières depuis les pays de la Boucle du Niger. Il devait s'écouler plus de 60 ans entre les premières observations de Binger en 1889 et l'inauguration du canal de Vridi en 1951 . Deux conceptions s'opposèrent avec la coupure du littoral d'une part, l'amélioration et l'utilisation de I'embouchure de la Comoé d'autre part.

## Première tentatives: 1889-1908
Le site actuel du port d'Abidjan avait été identifié dès 1889 par Binger qui signala l'existence d'une vallée sous-marine connue maintenant comme le canyon du trou sans fond en face de petit-Bassam. Le cordon littoral était particulièrement étroit à cet endroit alors que la lagune offrait des abris importants et des eaux profondes. II y avait donc des conditions exceptionnelles favorables au creusement d'un port.
L'idée d'un canal navigable fit son chemin et le premier projet portuaire d'Abidjan fut présenté en 1900. Il comportait le creusement d'un canal de 800 mètres aux environs de Petit-Bassam, le dragage des parties les moins profondes de la lagune et la création de quais à Abidjan. L'emplacement initialement choisi fut modifié en 1903 pour pouvoir construire de longues jetées, il fallait donc éviter de trop grandes profondeurs et s'éloigner du trou sans fond. Les travaux commencèrent en décembre 1903 mais les ouvertures furent très sporadiques jusqu'en 1907: sous la pression de la crue lagunaire, l'ouverture s'élargissait quelques mois et se refermait avec la décrue de la Comoé. II y eut là, de 1905 à 1907  une lutte épique contre l'ensablement».
Les moyens mis en jeu étaient peut-être insuffisants, mais il y eut surtout une incompréhension du rôle majeur que devait jouer le  canyon sous-marin vis-à-vis de la dérive littorale responsable de l'ensablement. On peut encore voir les traces de cette tentative avortée au sud de la baie de Biétry. Après examen des raisons de cet échec, il fut décidé de procéder à des études complémentaires «portant sur les diverses solutions possibles, tant à l'ouest de la jetée actuelle qu'à I'embouchure de la Comoé». Mais l'examen des coûts respectifs incita les autorités à ne plus encourager le creusement d'un canal navigable et à privilégier la solution fluviale.